# III liga polska w piłce nożnej, grupa pomorsko-zachodniopomorska (2012/2013)
III liga, grupa pomorsko-zachodniopomorska, sezon 2012/2013 – 5. edycja rozgrywek czwartego poziomu ligowego piłki nożnej mężczyzn w Polsce po reorganizacji lig w 2008 roku. Bierze w niej udział 16 drużyn z województwa pomorskiego i województwa zachodniopomorskiego. Walczą one o miejsce premiowane awansem do grupy zachodniej II ligi. Ostatnie zespoły spadają odpowiednio do grup: pomorskiej i zachodniopomorskiej IV ligi.Opiekunem ligi jest Pomorski Związek Piłki Nożnej, przemiennie z Zachodniopomorskim Związkiem Piłki Nożnej. W sezonie 2012/2013 rozgrywki prowadzi Pomorski Związek Piłki Nożnej. 
Sezon ligowy rozpoczął się w 18 sierpnia 2012 roku, a ostatnie mecze rozegrane zostaną w czerwcu 2013 roku.

## Zasady rozgrywek
Zmagania w lidze toczą się systemem kołowym w dwóch rundach – jesiennej i wiosennej. Każda z drużyn rozgrywa z pozostałymi po 2 mecze. Zwycięzca otrzymuje automatyczny awans do II ligi (grupa zachodnia). Do ligi awansuje mistrz i wicemistrz IV ligi z grupy pomorskiej oraz mistrz i wicemistrz IV ligi z grupy zachodniopomorskiej. Drużyny, które po zakończeniu rozgrywek zajmą w tabeli odpowiednio 14, 15 i 16 miejsce, spadają do właściwej terytorialnie IV ligi i będą w kolejnym sezonie występować w IV lidze. Liczba drużyn spadających z III ligi ulega zwiększeniu o liczbę drużyn, które spadną z II ligi zgodnie z przynależnością terytorialną do Pomorskiego lub Zachodniopomorskiego ZPN.
Drużyna, które zrezygnuje z uczestnictwa w rozgrywkach, degradowana jest o 2 klasy rozgrywkowe i przenoszona na ostatnie miejsce w tabeli (jeśli rozegrała przynajmniej 50% spotkań sezonu; wtedy mecze nierozegrane weryfikowane są jako walkowery 0:3 na niekorzyść drużyny wycofanej) lub jej wyniki zostają anulowane. Z rozgrywek eliminowana – i również degradowana o 2 klasy rozgrywkowe – jest drużyna, która nie rozegra z własnej winy 3 spotkań sezonu.
Kolejność w tabeli ustala się według liczby zdobytych punktów. W przypadku uzyskania równej liczby punktów przez dwie drużyny, o zajętym miejscu decydują:
a) liczba zdobytych punktów w spotkaniach bezpośrednich,
b) korzystniejsza różnica między zdobytymi i utraconymi bramkami w spotkaniach bezpośrednich,
c) przy uwzględnieniu reguły UEFA, że bramki strzelone na wyjeździe liczone są podwójnie, korzystniejsza różnica między zdobytymi i utraconymi bramkami w spotkaniach bezpośrednich,
d) korzystniejsza różnica bramek we wszystkich spotkaniach z całego cyklu rozgrywek,
e) większa liczba bramek zdobytych we wszystkich spotkaniach z całego cyklu.
W przypadku, gdy dwoma zespołami o jednakowej liczbie punktów są zespoły, których kolejność decyduje o awansie lub spadku, stosuje się wyłącznie zasady określone w punktach a, b i c, a jeżeli one nie rozstrzygną kolejności, zarządza się spotkanie barażowe na neutralnym boisku, wyznaczonym przez Wydział Gier PZPN.
Przy więcej niż dwóch zespołach przeprowadza się dodatkową punktację pomocniczą spotkań wyłącznie między zainteresowanymi drużynami, kierując się kolejno zasadami podanymi punktach a, b, c, d oraz e.
| Uczestnicy sezonu 2011/2012                                                                                   | Uczestnicy sezonu 2011/2012   | Uczestnicy sezonu 2011/2012 | Uczestnicy sezonu 2011/2012 |
| --- | ----------------------------- | --------------------------- | --------------------------- |
| KOT | Kotwica Kołobrzeg             | 3                           |                             |
| GWK | Gwardia Koszalin              | 4                           |                             |
| CAR | Cartusia Kartuzy              | 5                           |                             |
| BAR | Pogoń Barlinek                | 6                           |                             |
| BŁS | Błękitni Stargard Szczeciński | 7                           |                             |
| CHP | Chemik Police                 | 8                           |                             |
| LG2 | Lechia II Gdańsk              | 9                           |                             |
| GRS | Gryf Słupsk                   | 10                          |                             |
| DĄB | Dąb Dębno                     | 11                          |                             |
| KOD | Koral Dębnica                 | 12                          |                             |
| DDP | Drawa Drawsko Pomorskie       | 13                          |                             |
| Spadek z II ligi 2011/2012                                                                                    |                               |                             |                             |
| grupa zachodnia                                                                                               |                               |                             |                             |
| BAŁ | Bałtyk Gdynia                 | 18                          |                             |
| Awans z IV ligi 2011/2012                                                                                     |                               |                             |                             |
| grupa pomorska                                                                                                |                               |                             |                             |
| AR2 | Arka II Gdynia                | 1                           |                             |
| PGD | Polonia Gdańsk                | 2                           |                             |
| grupa zachodniopomorska                                                                                       |                               |                             |                             |
| ENG | Energetyk Gryfino             | 1                           |                             |
| PO2 | Pogoń II Szczecin             | 2                           |                             |
| Oznaczenia: - kolumna pierwsza – skróty nazw drużyn, - kolumna trzecia – miejsce zajęte w poprzednim sezonie. |                               |                             |                             |

Objaśnienia

## Tabela
| Lp. | Drużyna                               | M  | Z  | R  | P  | Bramki | Bramki | Różn. | Pkt | Uwagi             | Bezpośrednio |
| --- | ------------------------------------- | -- | -- | -- | -- | ------ | ------ | ----- | --- | ----------------- | ------------ |
| 1   | Błękitni Stargard Szczeciński (M) (A) | 30 | 18 | 7  | 5  | 57     | 28     | +29   | 61  | Awans do II ligi  |              |
| 2   | Kotwica Kołobrzeg                     | 30 | 15 | 9  | 6  | 39     | 26     | +13   | 54  |                   |              |
| 3   | Drawa Drawsko Pomorskie               | 30 | 13 | 7  | 10 | 44     | 42     | +2    | 46  |                   |              |
| 4   | Lechia II Gdańsk                      | 30 | 13 | 7  | 10 | 43     | 32     | +11   | 46  |                   |              |
| 5   | Cartusia Kartuzy                      | 30 | 12 | 9  | 9  | 28     | 29     | −1    | 45  |                   |              |
| 6   | Gwardia Koszalin                      | 30 | 12 | 7  | 11 | 57     | 40     | +17   | 43  |                   |              |
| 7   | Pogoń Barlinek                        | 30 | 12 | 7  | 11 | 41     | 41     | 0     | 43  |                   |              |
| 8   | Arka II Gdynia                        | 30 | 12 | 6  | 12 | 40     | 41     | −1    | 42  |                   |              |
| 9   | Bałtyk Gdynia                         | 30 | 10 | 11 | 9  | 30     | 28     | +2    | 41  |                   |              |
| 10  | Koral Dębnica                         | 30 | 10 | 9  | 11 | 33     | 37     | −4    | 39  |                   |              |
| 11  | Chemik Police                         | 30 | 10 | 8  | 12 | 42     | 38     | +4    | 38  |                   |              |
| 12  | Pogoń II Szczecin                     | 30 | 10 | 8  | 12 | 43     | 46     | −3    | 38  |                   |              |
| 13  | Energetyk Gryfino                     | 30 | 9  | 9  | 12 | 34     | 42     | −8    | 36  |                   |              |
| 14  | Polonia Gdańsk                        | 30 | 9  | 7  | 14 | 46     | 46     | 0     | 34  |                   |              |
| 15  | Dąb Dębno (S)                         | 30 | 9  | 7  | 14 | 44     | 57     | −13   | 34  | Spadek do IV ligi |              |
| 16  | Gryf Słupsk (S)                       | 30 | 4  | 6  | 20 | 22     | 68     | −46   | 18  | Spadek do IV ligi |              |

## Wyniki
| Gospodarz \ Gość              | AR2 | BAŁ | BŁS | CAR | CHP | DĄB | DDP | ENG | GRS   | GWK | KOD | KOT | LG2 | BAR | PO2 | PGD |
| Arka II Gdynia                |     | 2:3 | 0:0 | 1:0 | 0:2 | 1:1 | 3:0 | 2:1 | 4:0   | 1:4 | 5:0 | 1:0 | 0:2 | 3:0 | 5:2 | 4:1 |
| Bałtyk Gdynia                 | 0:0 |     | 1:1 | 0:2 | 2:2 | 4:0 | 0:0 | 2:0 | 2:0   | 0:3 | 0:0 | 1:2 | 0:0 | 4:1 | 1:2 | 1:0 |
| Błękitni Stargard Szczeciński | 3:0 | 0:0 |     | 3:0 | 1:0 | 2:0 | 2:1 | 4:0 | 5:1   | 2:1 | 3:1 | 1:1 | 0:1 | 0:3 | 2:1 | 2:1 |
| Cartusia Kartuzy              | 0:0 | 1:0 | 2:2 |     | 1:0 | 2:0 | 1:3 | 0:0 | 0:0   | 0:3 | 0:0 | 1:1 | 0:0 | 1:0 | 0:0 | 1:0 |
| Chemik Police                 | 1:0 | 2:0 | 1:2 | 1:2 |     | 0:1 | 1:0 | 0:0 | 5:0   | 1:1 | 1:1 | 0:2 | 0:0 | 0:1 | 2:0 | 0:1 |
| Dąb Dębno                     | 1:2 | 0:0 | 0:3 | 0:1 | 5:5 |     | 4:0 | 2:1 | 3:0wo | 4:3 | 1:1 | 3:4 | 2:1 | 0:1 | 2:1 | 2:3 |
| Drawa Drawsko Pomorskie       | 1:0 | 0:1 | 1:1 | 2:1 | 0:0 | 3:1 |     | 3:1 | 4:2   | 3:3 | 2:0 | 1:1 | 1:3 | 1:1 | 1:2 | 2:1 |
| Energetyk Gryfino             | 0:1 | 0:1 | 3:3 | 2:1 | 0:2 | 1:1 | 1:1 |     | 3:0   | 1:1 | 1:0 | 0:1 | 1:1 | 1:0 | 0:0 | 4:2 |
| Gryf Słupsk                   | 1:1 | 0:0 | 0:4 | 0:2 | 1:2 | 1:1 | 0:2 | 1:2 |       | 1:6 | 2:2 | 0:2 | 0:2 | 3:0 | 1:2 | 1:1 |
| Gwardia Koszalin              | 1:2 | 0:1 | 4:3 | 3:2 | 4:1 | 2:3 | 4:1 | 2:3 | 0:1   |     | 0:1 | 3:0 | 2:0 | 2:0 | 0:1 | 0:0 |
| Koral Dębnica                 | 2:0 | 0:2 | 2:0 | 1:2 | 0:2 | 7:2 | 0:2 | 3:1 | 0:1   | 2:1 |     | 1:2 | 1:0 | 0:0 | 1:0 | 1:1 |
| Kotwica Kołobrzeg             | 1:1 | 3:0 | 0:2 | 2:0 | 0:4 | 1:0 | 2:0 | 0:0 | 2:0   | 0:0 | 0:1 |     | 1:0 | 5:1 | 4:1 | 0:0 |
| Lechia II Gdańsk              | 3:0 | 3:0 | 0:1 | 3:0 | 3:1 | 3:2 | 0:3 | 3:4 | 1:0   | 1:1 | 0:2 | 3:0 |     | 2:0 | 1:3 | 2:1 |
| Pogoń Barlinek                | 4:1 | 2:2 | 0:3 | 0:1 | 5:2 | 0:0 | 3:0 | 1:0 | 5:0   | 0:2 | 1:1 | 1:1 | 2:1 |     | 2:2 | 3:1 |
| Pogoń II Szczecin             | 2:0 | 1:1 | 1:2 | 2:2 | 2:1 | 0:1 | 4:2 | 2:3 | 4:3   | 4:0 | 1:1 | 0:0 | 2:2 | 0:1 |     | 1:4 |
| Polonia Gdańsk                | 5:0 | 0:2 | 2:0 | 0:2 | 3:3 | 4:2 | 0:3 | 2:0 | 1:2   | 1:1 | 4:1 | 0:1 | 2:2 | 2:3 | 3:0 |     |

Źródło: 
Objaśnienia:
1Drużyna gospodarzy jest wymieniona po lewej stronie tabeli.
Kolory: zielony – zwycięstwo gospodarzy, żółty – remis, różowy – zwycięstwo gości.
Mistrz jesieni 2012/2013: Lechia II Gdańsk
Awans do II ligi: Błękitni Stargard Szczeciński
Spadek do IV ligi: Dąb Dębno, Gryf Słupsk